# Downtown
Downtown – piosenka skomponowana przez Toniego Hatcha, w oryginale wykonana przez Petulę Clark w 1964. 
Piosenka ta zdobyła szereg nagród (w tym również nagrodę "Grammy Hall of Fame " w 2003). Została wykorzystana w wielu filmach i serialach telewizyjnych (m.in. w filmie Przerwana lekcja muzyki, Twin Town czy w serialu Zagubieni).